# Équipe des Comores des moins de 17 ans de football
Maillots
L'équipe des Comores de football des moins de 17 ans est une sélection de footballeurs comoriens de moins de 17 ans de football nationale des Comores sous l'égide de la Fédération des Comores de football. 

## Histoire
La sélection comorienne ne s'est jamais qualifiée pour une phase finale de la Coupe du monde de football des moins de 17 ans ou de la Coupe d'Afrique des nations des moins de 17 ans.

### Qualification à la Coupe d'Afrique 2013
En 2011, les Cœlacanthes participent aux qualifications à la Coupe d'Afrique des nations des moins de 17 ans 2013. Les Comores affrontent l'équipe de la Réunion. Le 10 avril, les Comoriens sont défaits sur le score de 3-1 à Mitsamiouli. Le 25 avril à Saint-Denis de La Réunion, les Comores s'inclinent une nouvelle fois sur le score de 5-1 et sont donc éliminés. 

### Qualification à la Coupe d'Afrique 2017
En 2016, les Cœlacanthes participent de nouveau aux qualifications à la Coupe d'Afrique des nations des moins de 17 ans 2017. Les jeunes comoriens devaient affronter pour le premier tour le Zimbabwe les 25 juin à Moroni et le 2 juillet à Harare mais à la suite du forfait des Warriors, les Comores affrontent donc au deuxième tour le Mozambique. Le 5 août à Moroni, ces premiers s'imposent 2-1 et le 19 août à Maputo, ils s'imposent encore sur le score 3-0 ceux qui les propulsent au troisième et dernier tour de ces qualifications à la CAN U17, ils affrontent les Palancas Negras de l'Angola les 16 et 30 septembre et sont éliminés .